# 231 př. n. l.

## Hlavy států
- Seleukovská říše – Seleukos II. Kallinikos (246 – 225 př. n. l.)
- Řecko-baktrijské království – Diodotus II. (240 – 230 př. n. l.)
- Parthská říše – Arsakés I. (247 – 211 př. n. l.)
- Egypt – Ptolemaios III. Euergetés (246 – 222 př. n. l.)
- Bosporská říše – Leukon II. (240 – 220 př. n. l.)
- Pontus – Mithridates II. (250 – 220 př. n. l.)
- Kappadokie – Ariamnes (280 – 230 př. n. l.) a Ariarathes III. (255 – 220 př. n. l.)
- Bithýnie – Ziaelas (254 – 228 př. n. l.)
- Pergamon – Attalos I. (241 – 197 př. n. l.)
- Sparta – Kleomenés III. (235 – 222 př. n. l.) a Eudamidas III. (241 – 228 př. n. l.)
- Athény – Jason (232 – 231 př. n. l.) » neznámý vládce (231 – 230 př. n. l.)
- Makedonie – Démétrios II. (239 – 229 př. n. l.)
- Epirus – Deidamia II. (234 – 231 př. n. l.) » vláda épeiroské ligy (231 – 167 př. n. l.)
- Římská republika – konzulové M. Pomponius Matho a C. Papirius Maso (231 př. n. l.)
- Syrakusy – Hiero II. (275 – 215 př. n. l.) a Gelo (240 – 216 př. n. l.)
- Numidie – Gala (275 – 207 př. n. l.)